# Governo Federal Gusenbauer

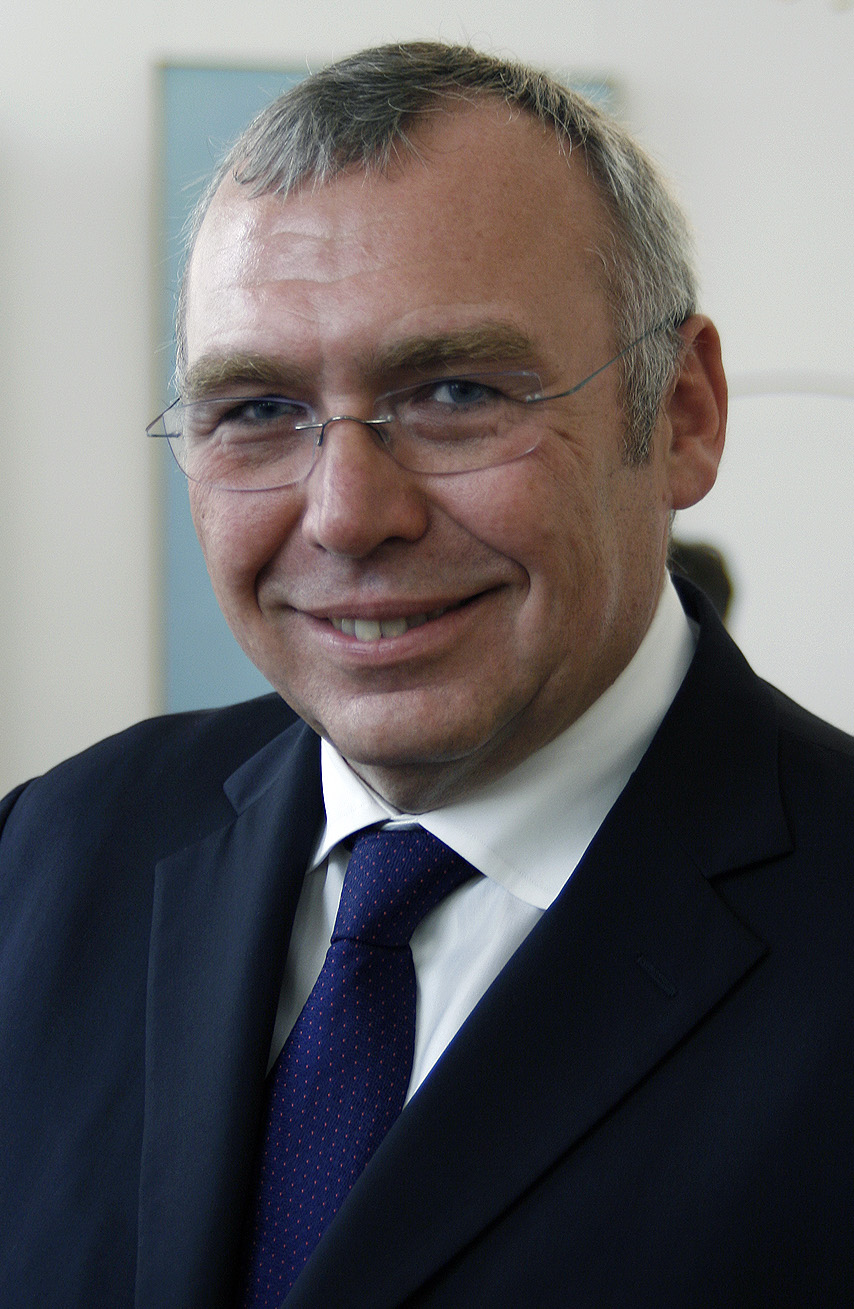
Gusenbauer em 2008

O governo Gusenbauer (alemão: Bundesregierung Gusenbauer) tomou posse em 11 de janeiro de 2007 e deixou o cargo em 2 de dezembro de 2008.

## Composição
| Ministério Federal                                                                 | Ministro                                                     | Partido | Secretário da República                       |
| ---------------------------------------------------------------------------------- | ------------------------------------------------------------ | ------- | --------------------------------------------- |
| Ofício do Chanceler Federal (ao mesmo tempo Esporte, Mulheres e Trabalho Público ) | Alfred Gusenbauer (Chanceler Federal) Doris Bures (Ministro) | SPÖ     | Reinhold Lopatka (ÖVP), Heidrun Silhavy (SPÖ) |
| Ministério Federal dos Assuntos europeus e internacionais                          | Ursula Plassnik                                              | ÖVP     | Hans Winkler (ÖVP)                            |
| Ministério Federal das Finanças (ao mesmo tempo Vice-chanceler)                    | Wilhelm Molterer                                             | ÖVP     | Christoph Matznetter (SPÖ)                    |
| Ministério da Saúde, Família e Juventude                                           | Andrea Kdolsky                                               | ÖVP     |                                               |
| Ministério Federal dos Negócios Interiores                                         | Günther Platter                                              | ÖVP     |                                               |
| Ministério Federal da Justiça                                                      | Maria Berger                                                 | SPÖ     |                                               |
| Ministério Federal da Defesa Nacional                                              | Norbert Darabos                                              | SPÖ     |                                               |
| Ministério da Agricultura, Silvicultura, Ambiente e Economia Hidráulica            | Josef Pröll                                                  | ÖVP     |                                               |
| Ministério da Solidariedade Social e da Proteção dos Consumidores                  | Erwin Buchinger                                              | SPÖ     |                                               |
| Ministério do Ensino, Arte e Cultura                                               | Claudia Schmied                                              | SPÖ     |                                               |
| Ministério Federal do Tráfego, Inovação e Tecnologia                               | Werner Faymann                                               | SPÖ     | Christa Kranzl (SPÖ)                          |
| Ministério Federal da Economia e Trabalho                                          | Martin Bartenstein                                           | ÖVP     | Christine Marek (ÖVP)                         |
| Ministério Federal da Ciência e Investigação                                       | Johannes Hahn                                                | ÖVP     |                                               |